# Ismet Muftić
Ismet Muftić (Žepče, 1876. – Zagreb, 29. lipnja 1945.), bio je muftija zagrebački. Brat Halida Muftića.

## Životopis
Ismet ef. Muftić rodio se 1876. godine u Žepču. Završio je islamsku šerijatsku školu. Bio je civilni imam, a zatim i muftija zagrebački. Za muftiju zagrebačkog postavljen je 1917. godine kada je Muslimanska bogoštovna općina podignuta na razinu muftijstva, kojem su bile podređene sve muslimanske općine Hrvatske. Godine 1935. bio je u Odboru Zaklade za izgradnju prve džamije u Zagrebu. Bio je jednim od osnivača i potpredsjednikom Društva bosansko-hercegovačkih Hrvata u Zagrebu koje je osnovano u ožujku 1939. godine i u javnosti zastupalo koncept hrvatske nacionalne pripadnosti Bosne i Hercegovine.

### Drugi svjetski rat
Nakon osnivanja NDH bio je članom Hrvatskoga državnog vodstva, koje je osnovano 12. travnja 1941. godine, te vojni muftija Hrvatskih oružanih snaga. U to vrijeme uputio je preko Radija Zagreb proglas građanima islamske vjeroispovijesti u kojem ih poziva na suradnju s novom Vladom. Osim što se brinuo za svoje vjernike surađivao je i u tisku i periodici pišući najčešće o vjerskim temama i problemima te je smatran istaknutim muslimanskim teologom a djelovao je i na razvijanju hrvatske svijesti među islamskim vjernicima pošto se i sâm izjašnjavao Hrvatom.

### Nakon Drugoga svjetskog rata
Godine 1945. uhvatila ga je komunistička vlast i, na montiranome sudskom procesu, osuđen na smrt te javno obješen ispred zagrebačke džamije. Tada u selima Bosne i Hercegovine brojni imami i hafizi prolaze kroz istu tragičnu sudbinu.
Smrtna kazna mu je izrečena u presudi protiv 58 različitih osoba, optuženih za međusobno nepovezana djela, gdje je Vojni sud Komande grada Zagreba 29. lipnja 1945. godine za svih njih 25 dao zajedničko obrazloženje opsega 2 i pol tiskane stranice - koji se sastoji od stanovitih političkih opservacija o nacistima i ustašama, bez obrazloženja o dokazima kojima se ustanovljuje bilo čija pojedinačna krivica. Kazneno djelo Ismeta Muftića sadržano je u izreci presude, te je on kao 13.- okrivljeni osuđen na smrt jer je:
a) u mjesecu travnju 1941 god. odmah po osnutku izdajničke ustaš. vlade u t.zv. NDH, kao islamski muftija u Zagrebu, zloupotrebivši i iskoristivši utjecaj, koji je po svom vjerskom položaju mogao imati na svoje gradjane islamske vjere, sastavio i pročitao proglas preko radia, u kojem je pozvao sve gradjane muslimane na saradnju s okupatorom i njegovim pomagačima - ustašama, pružajući na taj način okupatoru i njegovim slugama izravnu pomoć za porobljavanje naroda Jugoslavije.
b) prisustvovao mnogim sjednicama ustaške vlade, na kojima su donesene razne odluke o organizaciji vojne sile na štetu N.O.P-a, progonu Srba, o uvodjenju rasnih zakona i progonu lica nearijevske rasne pripadnosti i sudjelovao na taj način u organiziranju masov. progona i ubijanja nevinog stanovništva, dakle je počinio krivično djelo pomagača okupatora i sudjelovanja odnosno organiziranja izvršenja masovnog ubijanja stanovništva i pljačkanja narodne imovine.